# Samuel Michel
Samuel Michel (Amiens, 11 febbraio 1971) è un allenatore di calcio ed ex calciatore francese, di ruolo attaccante, oggi vice allenatore del Niort.

## Biografia
Sposato nel giugno del 1996, ha un figlio, Thiebault, nato prima del matrimonio.

## Palmarès

### Individuale
- Capocannoniere della Division 2: 1

1996-1997 (23 gol)